# Dickie Moore
Dickie Moore, in seguito noto anche come Dick Moore, nome d'arte di John Richard Moore, Jr (Los Angeles, 12 settembre 1925 – Wilton, 7 settembre 2015), è stato un attore statunitense.

## Biografia
La sua prima apparizione, sia pure non accreditata, risale al 1927 nel film The Beloved Rogue con John Barrymore. A soli 7 anni venne poi scelto da Hal Roach ed entrò nel cast fisso della serie Simpatiche canaglie.
Continuò a lavorare in diversi film, i più famosi dei quali sono Venere bionda (1932), nel ruolo del figlio di Marlene Dietrich, e Oliver Twist (1933), di cui fu protagonista.
Con l'adolescenza proseguì la carriera nel cinema ma con meno successo, fino al ritiro a partire dagli anni cinquanta.
Viene ricordato per essere stato il secondo attore a baciare sullo schermo Shirley Temple nel film Miss Annie Rooney (1942).
Negli anni successivi tornò a recitare per la televisione e il teatro. Nel 1984 pubblicò il libro Twinkle, Twinkle, Little Star, nel quale raccontò la sua - e quella di altri - esperienza di attore bambino.
Nel 1988 sposò in terze nozze l'attrice Jane Powell: il matrimonio durò fino alla morte di lui, avvenuta il 7 settembre 2015, a 89 anni.

## Filmografia parziale
- The Beloved Rogue, regia di Alan Crosland (1927)
- Madame X, regia di Lionel Barrymore (1929)
- The Three Sisters, regia di Paul Sloane (1930)
- L'onesta segretaria (Lawful Larceny), regia di Lowell Sherman (1930)
- Naturich la moglie indiana (The Squaw Man), regia di Cecil B. DeMille (1931)
- The Star Witness, regia di William A. Wellman  (1931)
- Non c'è amore più grande (No Greater Love), regia di Lewis Seiler (1932)
- So Big!, regia di William A. Wellman (1932)
- Venere bionda (Blonde Venus), regia di Josef von Sternberg (1932)
- Oliver Twist, regia di William J. Cowen (1933)
- Gabriel Over the White House, regia di Gregory La Cava (1933)
- Vicino alle stelle (Man's Castle), regia di Frank Borzage (1933)
- Il mercante di illusioni (Upperworld), regia di Roy Del Ruth (1934)
- Piccoli uomini (Little Men), regia di Phil Rosen (1934)
- La rosa del sud (So Red the Rose), regia di King Vidor (1935)
- Sogno di prigioniero (Peter Ibbeston), regia di Henry Hathaway (1935)
- La vita del dottor Pasteur (The Story of Louis Pasteur), regia di William Dieterle (1936)
- Emilio Zola (The Life of Emile Zola), regia di William Dieterle (1937)
- La sposa vestiva di rosa (The Bride Wore Red), regia di Dorothy Arzner (1937)
- Alla ricerca della felicità (The Blue Bird), regia di Walter Lang (1940)
- Il sergente York (Sergeant York), regia di Howard Hawks (1941)
- Miss Annie Rooney, regia di Edwin L. Marin (1942)
- Il cielo può attendere (Heaven Can Wait), regia di Ernst Lubitsch (1943)
- Bernadette (The Song of Bernadette), regia di Henry King (1943)
- Jive Junction, regia di Edgar G. Ulmer (1943)
- Happy Land, regia di Irving Pichel (1943)
- Youth Runs Wild, regia di Mark Robson (1944)
- Le catene della colpa (Out of the Past), regia di Jacques Tourneur (1947)
- Dangerous Years, regia di Arthur Pierson (1947)
- Gioventù spavalda (Bad Boy), regia di Kurt Neumann (1949)
- Otto uomini di ferro (Eight Iron Men), regia di Edward Dmytryk (1952)
- Il membro del matrimonio (The Member of the Wedding), regia di Fred Zinnemann (1952)

## Riconoscimenti

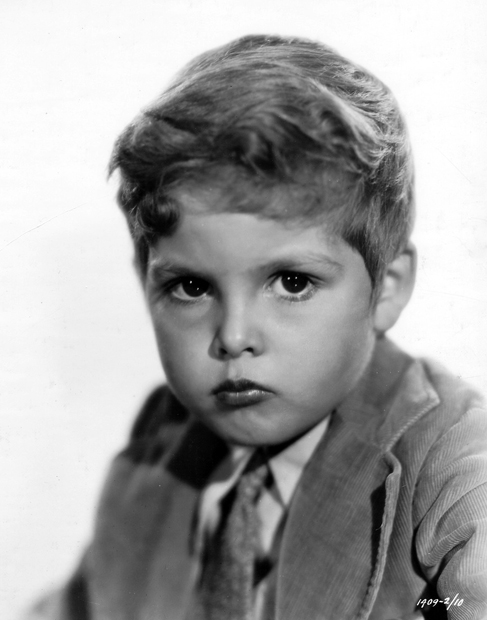
Dickie Moore nel 1932

- Young Hollywood Hall of Fame (1930's)

## Doppiatori italiani
Nelle versioni in italiano delle opere in cui ha recitato, Dickie Moore è stato doppiato da:
- Miranda Bonansea in Venere bionda
- Gianfranco Bellini ne Il cielo può attendere
- Germana Calderini in Sogno di prigioniero (ridoppiaggio 1950)
- Vittoria Febbi ne La rosa del Sud
- Julian Oliveri Orioles in Simpatiche canaglie (doppiaggio tardivo)